# Пропащий
«Пропащий» (фр. Disparu à jamais) — французский сериал режиссёра Хуана Карлоса Медины с Финнегэном Олдфилдом, Николя Дювошелем, Гийомом Гуи, Геранс Марилье и Томасом Лемаркусом в главных ролях. Премьера состоялась 13 августа 2021 года на стриминговом сервисе Netflix, сериал получил противоречивые отзывы критиков.

## Сюжет
Литературной основой сценария стал роман американского писателя Харлана Кобена. Главный герой, молодой француз по имени Гийом, 10 лет назад потерял брата и девушку, а теперь и новая его подруга таинственно исчезает. В ходе поисков Гийом раскрывает ряд неприятных для него секретов.

## В ролях
- Финнегэн Олдфилд — Гийом
- Николя Дювошель — Фред
- Гийом Гуи — Да Коста
- Геранс Марилье — Инес
- Томас Лемаркус — Остертаг

## Создание и оценки
Режиссёром проекта стал Хуан Карлос Медина, главную роль получил Финнегэн Олдфилд. Премьера сериала состоялась 13 августа на Netflix.
Обозреватель портала OutNow.ch Кристоф Райзер счёл сериал в целом удачным, отметив эффектный диссонанс между мрачным сюжетом и прекрасными средиземноморскими пейзажами. Оливер Армкнехт с портала Film-Rezensionen.de назвал первые серии «Пропащего» многообещающими, но общий результат, по словам критика, разочаровал его.